# Love Masisi
Love Masisi, nombre artístico de Pierre Alexandre (c. 1978), es una artista drag y cantante haitiana que compitió en la segunda temporada de Drag Race Holland, y en la segunda temporada de Queen of the Universe.

## Biografía
Masisi nació en Puerto Príncipe, capital de Haití, pero se mudó a Nueva Jersey a la edad de ocho años con su familia y finalmente asistió a la Universidad de Point Park. Posteriormente, asistió a un programa educativo en la American Musical and Dramatic Academy y luego realizó una gira por Japón junto a Gloria Estefan durante un año. Inició su carrera como drag queen en Houston antes de mudarse a Ámsterdam, donde participó en la segunda temporada de Drag Race Holland, donde quedó octava entre diez concursantes. Fue anunciada como parte del elenco en representación de Holanda en Queen of the Universe en 2023.
Su nombre artístico proviene de la palabra masisi, que en criollo haitiano significa «maricón», concepto que ha sido reapropiado por la drag queen.

## Filmografía
- Drag Race Holland
- Queen of the Universe
- Bring Back My Girls